# Посёлок базы отдыха ВТО
Базы отдыха ВТО — посёлок сельского типа в Одинцовском районе Московской области России. Входит в состав сельского поселения Никольское. Население — 36 чел. (2010). До 2006 года посёлок входил в состав Шараповского сельского округа.
Посёлок расположен на юго-западе района, в 8 километрах на юго-запад от Звенигорода, на левом берегу притока Москвы-реки речки Островни, высота центра над уровнем моря 179 м.
Ранее место, где находится посёлок, называлось Успенский погост, получивший название по существовавшему с XV века небольшому Успенскому Софрониеву монастырю, у которого вскоре возникла деревня Носово. В Смутное время деревня была разорена, и только в 1664 году здесь поселили крестьян и пустошь вновь стала деревней. После 1698 года владелец поместья построил деревянную церковь Успения Пресвятой Богородицы, после чего село стало называться Успенским, Носово тож. По Экономическим примечаниям 1800 года в селебыло всего 2 двора без постоянного населения, на 1852 год отмечают церковь и три причётнических двора, а в 1890 году селение уже не упоминается.
Позже здесь возник посёлок базы отдыха «Звенигород» Союза театральных деятелей, по переписи 1989 года в посёлке было 17 хозяйств и 35 жителей.

## Население
| 2002 | 2006 | 2010 |
| ---- | ---- | ---- |
| 31   | →31  | ↗36  |